# 백만 개의 작은 조각들
《백만 개의 작은 조각들》(영어: A Million Little Pieces)은 2018년 제작된 미국의 드라마 영화로, 제임스 프레이의 동명 소설을 원작으로 한다. 샘 테일러존슨이 연출하고 그의 남편 에런 테일러존슨이 제임스 프레이 역을 연기한다.

## 출연진
- 에런 테일러존슨 - 제임스 프레이
- 빌리 밥 손턴 - 레너드
- 카를라 유리
- 찰리 허냄
- 조반니 리비시
- 데이비드 다스말치안
- 줄리엣 루이스
- 오데사 영
- 찰스 파넬
- 케빈 바버